# Kim Su-ji
Su-ji Kim (김수지?, Gim Su-jiLR, Kim SujiMR; Seul, 16 febbraio 1998) è una tuffatrice sudcoreana.

## Carriera
Rappresentando la nazionale sudcoreana ha vinto la medaglia di bronzo ai campionati mondiali di nuoto 2019 nel trampolino 1 metro femminile.

## Palmarès
- Mondiali

Gwangju 2019: bronzo nel trampolino 1m.
Doha 2024: bronzo nel trampolino 3m e nel sincro 3m misto.
- Giochi asiatici

Giacarta 2018: bronzo nel trampolino 1m.